# Sydostbrotten
Sydostbrotten är ett grund i norra Kvarken c:a 6 distansminuter sydost om Bonden (position 63°23′18.02″N 20°05′35.47″Ö / 63.3883389°N 20.0931861°Ö). Grundet består av 3 olika flak i nord-sydlig riktning och är ungefär 3 sjömil långt och 0,5 sjömil brett med ett minsta djup runt 2 meter. Vid lågvatten bryter grundet ytan. 
Från 1862 till 1963 varnades sjöfarten av fyrskepp. Numera är kassunfyren Sydostbrotten placerad på Vernersgrund strax öster om det egentliga Sydostbrotten.

## Skeppslista
| Nummer | Namn          | Tjänstgöringsår |
| ------ | ------------- | --------------- |
| 2A     | Sydostbrotten | 1862-1894       |
| 14     | Svinbådan     | 1895-1933       |
| 33     | Sydostbrotten | 1934-1963       |